# Chersotis glebosa
Chersotis glebosa är en fjärilsart som beskrevs av Otto Staudinger 1899. Chersotis glebosa ingår i släktet Chersotis och familjen nattflyn. Inga underarter finns listade i Catalogue of Life.